# لويس ألبرتو أكوستا
لويس ألبرتو أكوستا (بالإسبانية: Luis Alberto Acosta)‏ هو لاعب كرة قدم أوروغواياني في مركز الوسط، ولد في 15 ديسمبر 1952 في مونتيفيديو في الأوروغواي. شارك مع منتخب الأوروغواي لكرة القدم. أما مع النوادي، فقد لعب مع إل. دي. يو. كيتو وريفر بليت ومونتيفيديو واندررز ونادي أمريكا ونادي برشلونة.

## وصلات خارجية
- لويس ألبرتو أكوستا على موقع قاعدة بيانات كرة القدم.إي يو (الإنجليزية)
- لويس ألبرتو أكوستا على موقع ناشيونال فوتبول تيمز (الإنجليزية)